# Хиперион (митология)
Вижте пояснителната страница за други значения на Хиперион.
Хиперион (на старогръцки: Ύπεριων, Hyperíôn, Hyperion) в древногръцката митология е титан. Син е на бог Уран (Небе) и богинята Гея (Земя).
Съпруг е на сестра си Тея, баща на Хелиос (Слънцето), Селена (Месечината) и Еос (Зората). Когато титаните владеели четирите краища на света, Хиперион владеел изтока, откъде изгрява Слънцето, като нерядко се отъждествява със самото Слънце и Хелиос.

## Хиперион в изкуството
- В научнофантастичния сериал „Вавилон 5“ „Хиперион“ е името на боен космически кораб на „Земния съюз“. Корабът е под командването на капитан Елис Пиърс и се появява в двете части на епизода „A Voice in the Wilderness“.
- Името Хиперион е използвано и в компютърната игра Star Craft където е дадено отново на космически боен кораб.
- Хиперион също е и името на първата книга от поредица книги написани от Dan Simmons.